# Elvira Bauer
Theodolinde Elvira Bauer (* 12. September 1915 in Nürnberg; † nach 1943) war eine deutsche Kindergärtnerin und Verfasserin und Illustratorin eines nationalsozialistisch-antisemitischen Kinderbuchs, das propagandistisch die Rassenideologie der Nationalsozialisten verbreitete und zum Hass auf Juden aufstachelte.

## Leben und Werk
Elvira Bauer absolvierte nach Lyzeum- und Oberrealschulabschluss eine zweijährige Ausbildung zur Kindergärtnerin und Hortnerin am Städtischen Kindergärtnerinnen- und Hortnerinnenseminar (ehemaliges 'Lohmann Institut') in Nürnberg.
Im Jahr 1936 veröffentlichte sie ein Buch mit dem Titel Trau keinem Fuchs auf grüner Heid und keinem Jud bei seinem Eid! Ein Bilderbuch für Groß und Klein. Es zielte darauf ab, beim Lernen des Lesens zugleich die nationalsozialistische Rassenideologie zu vermitteln. Der Titel geht zurück auf einen Spruch Martin Luthers, im Original: Trau keinem Wolf auf wilder Heiden // Auch keinem Juden auf seine Eiden // Glaub keinem Papst auf sein Gewissen // Wirst sonst von allen Drein beschissen (aus: Von den Jüden und iren Lügen, 1543).
Die Achtzehnjährige schrieb und zeichnete es, um ihre antisemitische Gesinnung nach Art des von Julius Streicher herausgegebenen, antisemitischen und pornographischen Hetzblatts Stürmer zu publizieren. Es blieb ihre einzige veröffentlichte Arbeit und gilt als „eine der widerlichsten Veröffentlichungen des Stürmer-Verlages“.
Bauer fand zunächst keinen Verleger für ihr Buch. Selbst von dem NSDAP-eigenen Franz-Eher-Verlag, der eine eigene Sparte zum Thema „Judenbilderbuch“ eingerichtet hatte, wurde das Buch zunächst als „nicht geeignet“ bewertet. Diesbezüglich lagen bereits andere, aus NSDAP-Sicht „bessere“ Bearbeitungen vor, wobei nicht bekannt ist, um welche anderen Bilderbücher es sich hierbei handelte. Auch von dem in Mainz ansässigen Verlag Josef Scholz wurde Elvira Bauers Werk abgelehnt. Schließlich hatte ihr der Schriftsteller und Maler Rudolf Rösermüller einen Kontakt zu Julius Streicher vermittelt, in dessen Stürmer-Verlag dann nach einiger Verzögerung das Bilderbuch erschien.
Nach ihrem Umzug nach Berlin 1943 verliert sich ihre Spur. Somit ist auch unbekannt, was nach Kriegsende mit ihr geschah.

## Rezeption des Buchs
In Vorschulen und Kindergärten fand das Buch große Verbreitung. Es wurde in mindestens sieben Auflagen mit einer Gesamtauflage von etwa 100.000 Exemplaren gedruckt. Da das Buch allerdings auch über Parteiorganisationen kostenlos verbreitet wurde, kann die hohe Auflagenzahl nur bedingt über die Beliebtheit beim Publikum Aufschluss geben.
Die Zeitung Der Stürmer hat es in der Ausgabe 48/1936 beworben. Er empfahl das Buch für jeden Weihnachtstisch im Reich:
„Aber nicht bloß für kleine Kinder hat Elvira Bauer dieses einzigartige Bilderbuch geschaffen. Auch für Große ist es bestimmt, denn
so lange es noch Leute gibt, die da glauben, aus einem Juden könne man durch Taufe einen Nichtjuden machen,
so lange es noch Leute gibt, die in ihrem ‚anständigen‘ Juden nicht den verkappten Teufel erkennen,
so lange es noch Leute gibt, die da glauben, das Heil komme vom jüdischen Volke,
so lange es noch solche Leute gibt, hat Elvira Bauer ihr einzigartiges Bilderbuch auch für große Kinder gemacht...

Wer zu großen und kleinen Kindern sprechen will, muß die Sprache des Kindes und seine Aufnahmefähigkeit kennen. Elvira Bauer weiß, wie man es dem großen und kleinen Kinde sagen muß. Und Groß und Klein werden es ihr danken, daß sie das erste und beste Bilderbuch schuf, daß man im neuen Reich mit seinem neuen Volk auf jeden Weihnachtstisch legen soll.“
Das Buch gilt heute als „Prototyp nationalsozialistischer Gestaltungsversuche“ und wurde als solches häufig zitiert, erstmals 1938 durch Erika Mann. Die Tochter von Thomas Mann schrieb über Elvira Bauers sprachliche und zeichnerische Darstellung, die in dieser Form die Phantasie der Kleinsten zuverlässig in die staatlich gewünschten Wege leitet:
„Der leuchtendrote Umschlag läßt, neben diesem Titel, zwei Bilder sehen, – den Fuchs, tückisch und beutegierig um eine Ecke lugend; und unter dem Davidstern, den Juden, – die nazilandläufige Karikatur des Juden, – Riesennase, Glatze, Wulstlippen, Triefaugen, – mit fetten Fingern seinen Meineid schwörend. Das Buch ist prächtig ausgestattet, vielfarbig illustriert, ja sogar zweifarbig gedruckt, wobei die Worte, um die es der Verfasserin jeweils geht, wie 'Teufel', 'Juden', 'Hängemaul', 'Schuft' etc. den Kindern durch Rotdruck unvergeßlich gemacht werden sollen. Jeder dieser Verse müßte hier nachgedruckt, jedes dieser Bilder reproduziert werden. Denn zu fürchten ist, dass es ohne dies nicht gelingen kann, den Grad an sadistischer Roheit, demagogischer Verlogenheit zu schildern und plastisch zu machen, der hier erreicht ist.“
Die Ablehnung durch zahlreiche etablierte Verlage – selbst durch den parteieigenen Franz-Eher-Verlag – und die Herkunft aus dem Stürmerverlag geben Hinweise darauf, dass es sich nicht um ein repräsentatives Werk handelt, sondern eher um ein „exzeptionelles Produkt“ (Augustinovic/Moll). Das Buch wurde vermutlich nicht in öffentliche Bibliotheken eingestellt und erschien nicht in offiziellen Empfehlungslisten, es fand keine Zustimmung beim Nationalsozialistischen Lehrerbund.
In der Sowjetischen Besatzungszone wurde das Buch auf die Liste der auszusondernden Literatur gesetzt.